# Бартоломе, Христиан
Фридрих Христиан Леонард Бартоломе (нем. Friedrich Christian Leonhard Bartholomae; 21 января 1855, Форст — 27 августа 1925, Лангеог) — немецкий востоковед-лингвист.

## Биография
В 1872—1877 годах изучал филологию в университетах Мюнхена, Эрлангена, Лейпцига.
С 1884 года — профессор индоиранских языков в Галле, позже в Мюнстере, Гиссене, Страсбурге, Гейдельберге.
С 1904 года — иностранный член-корреспондент Петербургской Академии наук.

## Труды
- Das altiranische Verbum. München, 1878.
- Die Gāθā's des altiranischen Volkes. Halle, 1879.
- Arische Vorsehungen. Hefte 1—3. Halle, 1882—1887.
- Handbuch der altiranischen Dialekte. Leipzig, 1883.
- Beiträge zur Flexionslehre der indogermanischen Sprachen. Gütersloh, 1888.
- Studien zur indogermanischen Sprachgeschichte. Hefte 1—2. Halle, 1890—1891.
- Arisches und Linguistisches. Göttingen, 1891.
- Vorgeschichte der arischen Sprachen. Straßburg, 1895.
- Avestasprache und Altpersisch. Straßburg, 1895.
- Altiranisches Wörterbuch. Straßburg, 1904.